# 华宁藤
华宁藤（学名：Gymnema foetidum）是夹竹桃科匙羹藤属的植物，为中国的特有植物。分布于中国大陆的云南等地，生长于海拔200米至1,900米的地区，见于山地疏林中，目前尚未由人工引种栽培。

## 别名
藤子化石胆、化肉藤（云南弥藤）

## 异名
- Gymnema foetidum Tsiang var. mairei Tsiang